# モコバス

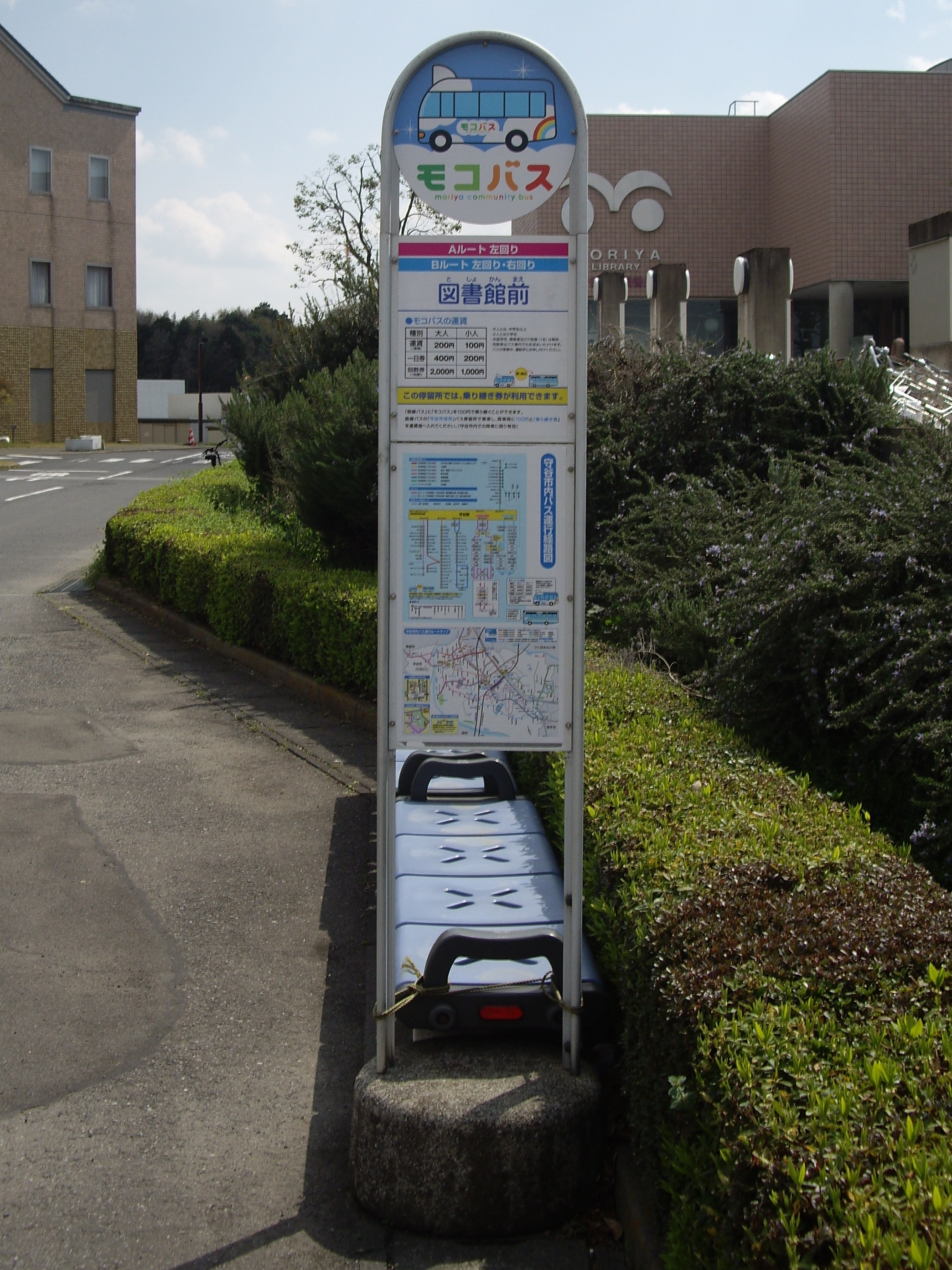
モコバス・バス停留所

モコバス (Moco-Bus) は、茨城県守谷市が運営するコミュニティバス。｢モコバス｣の名称は｢守谷コミュニティバス｣を略したもので、｢もりや｣の｢モ｣と｢コミュニティ｣の｢コ｣を合わせて名付けられた。

## 概要
前身のコミュニティバス｢やまゆり号｣の流れを汲み、2009年（平成21年）8月1日の路線再編成によって運行を開始した、守谷市のコミュニティバスである。運行業務は関東鉄道守谷営業所に委託している。やまゆり号同様に、守谷駅、守谷市役所、守谷中央図書館、そして病院、高齢者養護施設、行政施設などを結ぶが、やまゆり号が路線バスとの重複区間が多かったのに対し、モコバスは路線バスとの重複を極力なくすルートを採っている。また、やまゆり号からモコバスへの移行で、以下の点が変更された。
- ルート数:4ルート→2ルート（路線バスとの重複区間を廃止）
- 1日の便数:8便 → 43便
- 1便の平均間隔:1時間 → 20分
- 運行時間:午前7時台から午後6時台 → 午前6時台から午後9時台
- 運賃:100円 → 200円

2010年（平成22年）5月1日には、起点を守谷市役所から守谷駅西口に移し、Aルートの表示を「白寿荘・板戸井ルート」、Bルートの表示を「南守谷ルート」へ変更した。Aルート（白寿荘・板戸井ルート）には「中央公民館入口」停留所が新設され、降車専用の「守谷駅入口」停留所が廃止、「西三」停留所が終日停車に変更。Bルート（南守谷ルート）には「原」停留所が新設された。また、守谷駅西口の降車場所が1番のりばから常陽銀行守谷支店前に変更された。
2019年（平成31年）4月1日、１年間の実証実験として、2018年（平成30年）7月に策定された守谷市地域公共交通網形成計画に基づき、全路線が一旦廃止された上で、改めて「市役所・板戸井ルート」と「みずき野・松並青葉ルート」が設定されるとともに、「デマンド乗合交通」が導入された。

## 運賃
- 料金は大人200円、小人100円。未就学児、障害者及び介助者（1名）は無料。
  - 2009年11月1日より、モコバス同士で別ルートに乗り継ぐ場合、1回に限り｢乗継券｣を利用することによって無料で乗り継ぎできる。無料乗り継ぎができる停留所は「守谷駅西口」、｢守谷市役所」、「図書館前｣で、最初のバスの降車時に乗務員に申告すると乗継券をもらうことができる[4]。
- 守谷市内在住の満70歳以上を対象とした路線バス定期券「シルバーおでかけパス」を使用した場合、1乗車100円。 
  - モコバスと路線バスを乗り継ぐ場合、乗り継ぎ先の運賃が100円（小人50円）になる乗り継ぎ券が発行される（降車時に申告が必要）。モコバスは乗車時、路線バスは降車時に運賃100円とともに運賃箱へ入れて利用する。乗り継ぎ券を利用できる停留所は「守谷駅西口｣、｢守谷駅東口」、｢守谷市役所」、「図書館前｣、「守谷高校入口」、「天神」の6停留所である。
  - 一日券は大人400円、小人200円。未就学児、障害者及び介助者（1名）は無料。
  - 回数券は11枚綴りで大人2000円、小人1000円。

## 沿革
- 2009年（平成21年）8月1日 - モコバス運行開始。
- 2010年（平成22年）5月1日 - 守谷市役所起点を守谷駅西口起点に変更。守谷駅入口停留所を廃止し、中央公民館入口・原の2停留所を新設。各ルートに行き先を含めた案内表示を開始。
- 2013年（平成25年）5月1日 - Bルートのコースを一部変更、Cルート運行開始。
- 2017年（平成29年）2月1日 - ICカード乗車券「PASMO」を導入（交通系ICカード全国相互利用サービスの各カードも利用可能）。
- 2019年（平成31年）4月1日 - 1年間の実証実験として、2018年（平成30年）7月に策定された守谷市地域公共交通網形成計画に基づき、全路線が一旦廃止された上で、改めて「市役所・板戸井ルート」と「みずき野・松並青葉ルート」が設定されるとともに、「デマンド乗合交通」が導入された。

## 路線
- 太字は、モコバス同士、もしくは路線バスとの乗り継ぎ可能な停留所。

### 市役所・板戸井ルート
守谷駅西口を起点とし、守谷市役所、守谷高校、田園都市センターなどを結ぶ。守谷駅西口では｢1番のりば｣より発着する。
- 運行ルートと停留所

午前便
守谷駅西口→イオンタウン守谷→百合ケ丘三丁目→天神東→上下水道事務所→守谷市役所→ひばり幼稚園前→国際交流センター前→四季の里公園入口→常総運動公園入口→大木→守谷高校前→守谷高校入口→大八洲農協前→滝下→前原→西三→西二→田園都市センター前→いこいの広場前→くるまやさん前→滝下→大八洲農協前→守谷高校入口→守谷高校前→大木→大野橋→根崎→峰林荘入口→辺田前→角釜→大野小学校前→野木崎郵便局入口→さとうクリニック前→ひばり幼稚園前→守谷市役所→上下水道事務所→天神東→百合ケ丘三丁目→イオンタウン守谷→守谷駅西口
午後便
守谷駅西口→イオンタウン守谷→百合ケ丘三丁目→天神東→上下水道事務所→守谷市役所→ひばり幼稚園前→さとうクリニック前→野木崎郵便局入口→大野小学校前→角釜→辺田前→大木→守谷高校前→守谷高校入口→大八洲農協前→滝下→前原→西三→西二→田園都市センター前→いこいの広場前→くるまやさん前→滝下→大八洲農協前→守谷高校入口→守谷高校前→大木→常総運動公園入口→四季の里公園入口→国際交流センター前→ひばり幼稚園前→守谷市役所→上下水道事務所→天神東→百合ケ丘三丁目→イオンタウン守谷→守谷駅西口

### みずき野・松並青葉ルート
みずき野地区を起点に、守谷郵便局、守谷駅東口を経由し、松並青葉地区を循環後にみずき野地区へ戻るルート。守谷駅東口では｢2番のりば｣より発着する。
- 運行ルートと停留所

パークシティ守谷→さくらんぼ公園→けやき通り中央→みずき野野球場前→パークスクエア前→郷州小学校前→いちょう通り中央→パークシティ守谷入口→愛宕→南守谷駅入口→愛宕中学校入口→下新田→守谷郵便局前→保健センター前→上町→守谷駅東口→ひがしクリニック慶友前→松並青葉四丁目→松並青葉三丁目→松並青葉二丁目→松並青葉一丁目→ヨークタウン前→北園西→守谷駅東口→上町→保健センター前→守谷郵便局前→下新田→愛宕中学校入口→南守谷駅入口→パークシティ守谷入口→いちょう通り中央→郷州小学校前→パークスクエア前→みずき野野球場前→けやき通り中央→さくらんぼ公園→パークシティ守谷

## 旧路線

### 2013年（平成25年）5月1日から2019年（平成31年）3月31日までのルート

#### Aルート（いこいの郷・板戸井ルート）
守谷駅西口を起点とし、守谷市役所、国際交流センター、スポーツセンター、いこいの郷などを結ぶ。守谷駅西口では｢1番のりば｣より発着する。
- 運行ルートと停留所

左回り
守谷駅西口→百合ケ丘二丁目→天神→上下水道事務所→守谷市役所→ひばり幼稚園前→国際交流センター前→四季の里公園入口→常総運動公園入口→スポーツセンター前→いこいの郷→スポーツセンター前→大木→守谷高校前→守谷高校入口→大八洲農協前→滝下→前原→西三→西二→田園都市センター前→いこいの広場前→くるまやさん前→滝下→大八洲農協前→守谷高校入口→守谷高校前→大木→スポーツセンター前→いこいの郷→スポーツセンター前→大野橋→根崎→峰林荘入口→辺田前→角釜→大野小学校前→野木崎郵便局入口→大柏橋→給食センター前→天神→百合ケ丘二丁目→守谷駅入口→守谷駅西口
右回り
守谷駅西口→百合ケ丘二丁目→天神→給食センター前→大柏橋→野木崎郵便局入口→大野小学校前→角釜→辺田前→峰林荘入口→根崎→大野橋→スポーツセンター前→いこいの郷→スポーツセンター前→大木→守谷高校前→守谷高校入口→大八洲農協前→滝下→前原→西三→西二→田園都市センター前→いこいの広場前→くるまやさん前→滝下→大八洲農協前→守谷高校入口→守谷高校前→大木→スポーツセンター前→いこいの郷→スポーツセンター前→常総運動公園入口→四季の里公園入口→国際交流センター前→ひばり幼稚園前→守谷市役所→上下水道事務所→天神→百合ケ丘二丁目→守谷駅入口→守谷駅西口

#### Bルート（南守谷ルート）
守谷駅西口 - 原 - 前川製作所前 - 慶友病院前 - 守谷市役所 - ひばり幼稚園前 - さとうクリニック前 - 新山 - 中坪 - 前坪 - 松ケ丘七丁目 - 瓜代 - 二重堀 - 高野小学校前 - 旧高野農協前 - 向坪 - 乙子集落センター入口 - 乙子 - 向山 - 愛宕 - 南守谷駅入口 - 愛宕中学校入口 - 下新田 - 守谷郵便局前 - 保健センター前 - 上町 - 守谷駅西口
- →方向が左回り、←方向が右回り。
- 守谷駅西口では｢1番のりば｣より発着する。
- 太字は、モコバス同士、もしくは路線バスとの乗り継ぎ可能な停留所。
- 2013年4月30日までは、向山～守谷駅西口間は南守谷駅・けやき台・ロックシティ前等を経由していた。

#### Cルート（買い物・病院ルート）
パークシティ守谷 - 郷州小学校前 - けやき通り中央 - パークシティ守谷 - 茨城リハビリテーション病院 - 守谷駅東口 - イオンタウン守谷 - アクロスモール前 - 守谷市役所 - 文化会館前 - 松前台一丁目 - 守谷高校入口 - 西三 - いこいの広場前 - 守谷高校入口 - 松前台一丁目 - 文化会館前 - 守谷市役所 - アクロスモール前 - イオンタウン守谷 - 守谷駅東口 - イオンタウン守谷 - ジョイフル本田入口 - 西友楽市前 - イオン取手店 - 向山 - 郷州小学校前 - けやき通り中央 - パークシティ守谷
- →方向が左回り、←方向が右回り。
- 2013年5月1日運行開始。

### 2009年（平成21年）8月1日から2010年（平成22年）4月30日までのルート

#### Aルート
守谷市役所を起点とし、守谷中央図書館、国際交流センター、スポーツセンター、白寿荘、守谷駅西口などを結んでいた。
- 運行ルートと停留所

左回り
守谷市役所→図書館前→ひばり幼稚園前→国際交流センター前→四季の里公園入口→常総運動公園入口→スポーツセンター前→白寿荘→スポーツセンター前→大木→守谷高校前→守谷高校入口→大八洲農協前→滝下→前原→西三→西二→いこいの広場前→滝下→大八洲農協前→守谷高校入口→守谷高校前→大木→スポーツセンター前→白寿荘→スポーツセンター前→大野橋→根崎→峰林荘入口→辺田前→角釜→大野小学校前→野木崎郵便局入口→大柏橋→給食センター前→天神→百合ケ丘二丁目→守谷駅入口（降車専用）→守谷駅西口→百合ケ丘二丁目→天神→上下水道事務所→守谷市役所
右回り
守谷市役所→上下水道事務所前→天神→百合ケ丘二丁目→守谷駅入口（降車専用）→守谷駅西口→百合ケ丘二丁目→給食センター前→大柏橋→野木崎郵便局入口→大野小学校前→角釜→辺田前→峰林荘入口→根崎→大野橋→スポーツセンター前→白寿荘→スポーツセンター前→大木→守谷高校前→守谷高校入口→大八洲農協前→滝下→前原→西三→西二→いこいの広場前→滝下→大八洲農協前→守谷高校入口→守谷高校前→大木→スポーツセンター前→常総運動公園入口→四季の里公園入口→国際交流センター前→ひばり幼稚園前→図書館前→守谷市役所

#### Bルート
守谷市役所を起点とし、守谷中央図書館、常総ニュータウン南守谷地区、南守谷駅、守谷駅西口などを結んでいた。
- 運行ルートと停留所

左回り
守谷市役所→図書館前→ひばり幼稚園前→さとうクリニック前→新山→中坪→前坪→松ケ丘七丁目→瓜代→二重堀→高野小学校前→旧高野農協前→向坪→乙子集落センター入口→乙子→向山→南守谷駅→西友楽市前→けやき台四丁目→けやき台五丁目→松ケ丘一丁目→ロックシティ前→守谷駅西口→前川製作所前→慶友病院前→図書館前→守谷市役所
右回り
守谷市役所→図書館前→慶友病院前→前川製作所前→守谷駅西口→ロックシティ前→松ケ丘一丁目→けやき台五丁目→けやき台四丁目→西友楽市前→南守谷駅→向山→乙子→乙子集落センター入口→向坪→旧高野農協前→高野小学校前→二重堀→瓜代→松ケ丘七丁目→前坪→中坪→新山→さとうクリニック前→ひばり幼稚園前→図書館前→守谷市役所
- 太字は、モコバス同士、もしくは路線バスとの乗り継ぎ可能となっていた停留所。また、2010年（平成22年）4月4日以降は、守谷駅東口にてつくばみらい市コミュニティバス｢みらい号｣にも乗り継ぎを行うことが可能であった。
- 斜線は、一部便が通過。スポーツセンター前と白寿荘は朝・夜が通過、西三は大型車両にて運行する便が通過していた。
- Aルート左回りでは、最初の便と2番目の便のみ西三始発となっていた。
- Bルート右回りでは、最初の便のみ南守谷駅始発となっていた。